# Prostheclina pallida
Espèce
Prostheclina pallida est une espèce d'araignées aranéomorphes de la famille des Salticidae.

## Distribution
Cette espèce est endémique d'Australie. Elle se rencontre au Queensland, en Nouvelle-Galles du Sud, au Victoria et en Australie-Méridionale.

## Description
La carapace du mâle décrit par Richardson et Żabka en 2007 mesure 2,2 mm de long et celle de la femelle 2,1 mm.

## Publication originale
- Keyserling, 1882 : Die Arachniden Australiens. Nürnberg, vol. 1, p. 1325-1420 (texte intégral).